# Зграда Српске задружне банке
Зграда Српске задружне банке у Зрењанину, припада Старом градском језгру, као Просторно културно-историјске целине од великог значаја.
Зграда је изграђена средином 19. века на шиповима, јер се раније на том простору налазило корито рукавца Бегеја и била је у власништву др Павла Демка. Тада се у згради  налазио хотел „Пешта”, а у хотелској соби број 6, 1872. године почео је са радом први недељни лист „Торонтал”.
Зграда је реконструисана у академском маниру по пројекту архитекте Драгише Брашована, у периоду док је радио као градски архитекта у Великом Бечкереку (1919-1920). Након завршених радова на реконструкцији, у згради је почела са радом Српска задружна банка.
Зграда је након реконструкције добила потпуно другачију фасаду и ентеријер. Поред раскошне фасаде, која обилује декоративном пластиком из репертоара класицизма (пиластри са канелурама и јонским капителима, архитравне натпрозорске греде са дентикулама, гирланде, главе меркура са роговима изобиља, акантусово лишће, централни троугаони тимпанон на ризалиту), зграда има раскошно обрађен ентеријер приземља; главни улазни ходник и две шалтер сале које се налазе у просторијама приземља окренутим ка Улици краља Петра.
Скоро целокупну површину зида једне просторије, заузела је зидна слика са алегоријском представом „Богатство Југославије”, руског сликара имигранта Александра Лажечникова из 1921. године.